# Geogarypus hungaricus
Geogarypus hungaricus es una especie de arácnido del orden Pseudoscorpionida de la familia Geogarypidae.

## Distribución geográfica
Se encuentra en Hungría.